# FLCL
FLCL (フリクリ, Furi Kuri, oficialmente romanizado como Fooly Cooly) é uma série de anime em OVA, criado pelo diretor Kazuya Tsurumaki e produzido pela Gainax e Production I.G.
A série foi originalmente publicada no formato OVA em seis DVDs no ano de 2000. A história também foi publicada em dois volumes de mangá pelo artista Hajime Ueda, e em um romance de três volumes por Yoji Enokido (que também escreveu o script do anime).

## Enredo
A história se passa numa cidade pacata chamada Mabase, praticamente esquecida e "sem nada de interessante". No centro da cidade há uma enorme fábrica (a economia da cidade) em forma de um "ferro de passar" chamada Medical Mechanica. Desde o surgimento dessa indústria, surgiu uma fumaça branca que sai todos os dias do interior dessa fábrica e cobre quase totalmente a cidade.
Naota, um rapaz comum de 12 anos, vive desolado, confuso, revoltado e sempre mal-humorado após seu irmão mais velho tê-lo deixado sob os cuidados de seu pai e do avô para jogar basebol nos EUA. Porém, convive intimamente com a ex-namorada do irmão, Samejima Mamimi, que constantemente tenta o assediar como lembrança de seu antigo namorado.
Certo dia, uma garota espacial estranha surge na sua vida, montada numa vespa (moto), acertando-o em cheio na cabeça com um baixo. Essa garota se chama Haruko e, a partir do “galo” dessa pancada, uma série de confusões vão aparecendo na vida de nosso amigo Naota, desde um robô com cabeça de TV (Canti), "mãos com vida própria" a muitos outros seres.
A história realmente começa logo depois que Haruko chega, e depois disso muitas cenas de ação hilariantes e extremamente bizarras são iniciadas como antecipação à chegada do “Pirata Espacial Atomsk”.

## Personagens
Naota Nandaba (ナンダバ・ナオ太, Nandaba Naota) é o protagonista da série, obcecado com um mundo maduro e indiferente (apesar de sua cidade ser totalmente o contrário disso, com adultos inconseqüentes e retardados). Ele idolatra seu irmão mais velho Tasuku, que representa para Naota o que significa ser um "adulto". Com a saída de seu irmão do país, as características de Naota são a indiferença e o mau humor.
Haruku Haruhara (ハルハラ・ ハル子, Haruhara Haruko) é a mais nova residente de Mabase, uma investigadora extraterrestre que trabalha para a Patrulha Galáctica. Ela se torna a empregada doméstica de Nandaba enquanto luta para encontrar Atomsk, o “Pirata Espacial” mais poderoso da galáxia. Ela usa um contra-baixo para criar um portal na cabeça de Naota, através do qual vários seres estranhos aparecem periodicamente, incluindo robôs da Medical Mechanica e da guitarra de Naota, entre outros.
Canti (カンチ, Kanchi) é o primeiro robô a sair da cabeça de Naota. Foi fabricado pela Medical Mechanica, e que tinha sido usado por eles para capturar Atomsk. Mais tarde é revelado que Atomsk pode se manifestar através de Canti, com Naota sendo o catalisador. Essa transformação acontecia quando Canti engolia Naota (literalmente).
Mamimi Samejima (サメジマ・マミ美, Samejima Mamimi) é uma colegial, e ex-namorada de Tasuku. Ela é solitária e deprimida, adota vários animais de estimação e nomeia-os  de "Takkun" como um substituto para o irmão de Naota. Ela é uma piromaníaca. Ela também pensa em Naota como um substituto para Tasuku (apesar de quase no final do anime ela demonstra um sentimento crescente por Naota por causa do mesmo se arriscar muitas vezes para salva-la), mas com a exibição da independência de Naota cresce o desinteresse.
Eri Ninamori (ニナモリ・エリ, Ninamori Eri) é a filha do prefeito de Mabase e a presidente da classe de Naota da 6a série. Ninamori é uma personagem complexa como Naota, ela está obcecada com a qualidade de ser um adulto crescido, mas muitas vezes ela perde a compostura quando irritada ou animada. Ninamori esconde sua frustração com o escândalo sexual de seu pai, e equipamentos de uma eleição para a escola na qual consegue desempenhar o papel principal enquanto Naota fica entre o elenco e ela, insinuando que ela, tem uma queda por ele. ©
Kamon Nandaba (ナンダバ・カモン, Nandaba Kamon) um possível mangaká, que foi um jornalista que cobria coisas relativas a pop culture, que actualmente trabalha na sua propria tabloid "Kamon-Mabase", e é o pai de Naota. Ao contrário de seu filho, ele é claramente de saída e faz o que lhe agrada. Naota recebe muitas reprimendas de seu pai para não agir como um adulto já que ele tem “um parafuso a menos”.
Shigekuni Nandaba (ナンダバ・シゲクニ, Nandaba Shigekuni) avô de Naota, é um padeiro aposentado. Ele não gosta da Mamimi.
Comandante Amarao (アマラオ) é um agente especial do Escritório de Imigração Estelar. Ele aparentemente tem algum passado com Haruko e afirma saber quem ou o que ela é realmente. A infância de Amarao também parece espelhar a de Naota. As sobrancelhas de Amarao tem propriedades incomuns.
Lieutenant Kitsurubami (キツルバミ) é uma agente do Comandante Amarao, uma mulher jovem, muito bonita e saudável, que se preocupa com as sobrancelhas de seu chefe. Ela é geralmente repelida por ele, principalmente por seus avanços pontuais em sua direção.
Tasuku Nandaba (ナンダバ・タスク, Nandaba Tasuku) é irmão de Naota que vive nos Estados Unidos e está na liga júnior de baseball - ele nunca é mostrado no anime, exceto em um flashback (só a sua silhueta é mostrada) e em uma foto de Tasuku e sua namorada "americana".

## Músicas
Tema de Abertura
| Temas de abertura | Temas de abertura | Temas de abertura |
| Episódio          | Título            | Banda             |
| ----------------- | ----------------- | ----------------- |
| 01                | One Life          | The Pillows       |
| 02                | Instant Music     | The Pillows       |
| 03                | Instant Music     | The Pillows       |
| 04                | Happy Bivouac     | The Pillows       |
| 05                | Runners High      | The Pillows       |
| 06                | Carnival          | The Pillows       |

Tema de Encerramento
"Ride On Shooting Star"
Banda-The Pillows